# 嘉宏國際
嘉宏國際集團有限公司為和記黃埔的全資附屬公司，曾是香港上市公司，由1987年和記黃埔把香港電燈非電力業務分拆上市而來。
1991年，和記黃埔指嘉宏國際盈利能力有限，提出以每股4.1港元私有化嘉宏國際，但因小股東的反對而私有化失敗。翌年5月，和記黃埔再次提出私有化嘉宏國際，並把私有化作價提升至5.5元，終被通過，並撤銷上市。